# Melker Hallberg
Charles Melker Otto Hallberg, född 20 oktober 1995, är en svensk fotbollsspelare (mittfältare) som spelar för Kalmar FF.

## Karriär
Hallbergs moderklubb är Möre BK. Som 13-åring spelade han för klubben i Division 5.
Hallberg gjorde i april 2012 sin allsvenska debut för Kalmar FF; detta i en match mot Malmö FF när han byttes in i halvtid. Hans första match från start kom i nästa match mot BK Häcken, detta som Kalmar FF:s yngsta startspelare genom tiderna, endast 16 år gammal.
Den 15 juli 2012 gjorde Hallberg sitt första allsvenska mål. Det var i matchen mot serieledande Elfsborg, som såg ut att sluta 1-1. Med bara några få minuter kvar av matchen fick Hallberg bollen på högerkanten, vände bort sin försvarare och avlossade ett vänsterskott i högra hörnet. Genom målet mot Elfsborg blev han Allsvenskans fjärde yngsta målskytt genom tiderna. Sammanlagt fick Hallberg elva allsvenska matcher, varav fem från start, under säsongen 2012.
Säsongen 2013 växte Hallberg ut ytterligare i sin mittfältsroll. Han var given i startelvan med sammanlagt 29 matcher i Allsvenskan, varav 28 från start, och rykten att klubbar utomlands var intresserade av den unga talangen tog fart.
I augusti 2014 värvades Hallberg av italienska Udinese Calcio, där han skrev på ett femårskontrakt. I augusti 2015 lånades Hallberg ut till norska Vålerenga för resten av säsongen. Den 10 december 2015 blev det klart att Hallberg lånas ut till Hammarby, lånet sträckte sig till sommaren 2016.
I januari 2017 blev det klart att Hallberg lånades tillbaka till Kalmar FF över säsongen 2017. I juli 2018 värvades Hallberg av danska Vejle BK. Den 23 augusti 2019 skrev han på ett treårskontrakt med skotska Hibernian. Den 28 januari 2022 värvades Hallberg av St Johnstone, där han skrev på ett 1,5-årskontrakt.
I augusti 2023 återvände Hallberg till Kalmar FF och skrev på ett halvårskontrakt med klubben. I oktober 2023 förlängdes kontrakt fram över säsongen 2026.
I december 2024 förlängde han sitt kontrakt i klubben med två ytterligare år, alltså över säsongen 2028.

## Personligt
Hallberg är äldre bror till fotbollsspelarna Herman Hellberg (Oskarshamns AIK) och Ossian Hallberg (Landvetter IS).